# Brissus latecarinatus
Brissus latecarinatus är en sjöborreart som först beskrevs av Nathanael Gottfried Leske.  Brissus latecarinatus ingår i släktet Brissus och familjen lyrsjöborrar. Inga underarter finns listade i Catalogue of Life.